# Cyclopes catellus
El hormiguero sedoso boliviano (Cyclopes catellus) es una especie de mamífero del género Cyclopes. Los animales son naturales del centro de Bolivia y viven en las laderas de los Andes, posiblemente aislados de otros hormigueros sedosos. La especie se caracteriza por un dorso de color marrón amarillento y una franja oscura en el vientre, así como por una cola relativamente corta. Fue introducido en 1928 como una subespecie del hormiguero sedoso, pero se considera una especie separada desde 2017.

## Descripción

### Morfología
El hormiguero sedoso boliviano es un representante de los hormigueros enanos. El holotipo tiene una longitud cabeza-torso de 18,0 cm y una longitud de cola de 20,5 cm. La cola es más larga que el resto del cuerpo y puede usarse como órgano de agarre,pero en promedio es más corta en el hormiguero sedoso boliviano que en la mayoría de los demás hormigueros enanos. El dorso es en gran parte de color marrón amarillento. Predominan los tonos amarillentos en el vientre, la cola y las patas. No hay una franja dorsal a lo largo de la línea media del cuerpo. Hay una franja central ancha y distintiva en el lado ventral. En esta característica, el hormiguero sedoso boliviano es muy similar al Cyclopes thomasi del suroeste de Brasil y el centro de Perú, pero en este caso la raya abdominal es menos llamativa. El pelaje es en general denso y suave, y en la base de la cola el pelo se vuelve muy largo, dándole a la cola una forma cónica. Como ocurre con la mayoría de los hormigueros enanos, los pelos individuales no tienen un canal medular. Las patas delanteras terminan en dos radios, las traseras en cuatro. Todos tienen garras fuertes.

### Características del cráneo
El cráneo tiene 53 mm de largo y hasta 24 mm de ancho en la caja del cerebro. Lo que llama la atención es la línea de la frente abultada y la base del cráneo retraída, características de los hormigueros enanos. No hay abolladuras en la zona de contacto de la nariz y los huesos frontales. Las dos suturas óseas del hueso nasal y del maxilar superior divergen entre sí, y la sutura entre el hueso frontal y el maxilar superior vuelve a ser corta. Además, la sutura ósea entre el hueso frontal y el hueso parietal tiene forma de herradura. La apertura del conducto auditivo externo se dirige hacia adelante. En la base del cráneo, el pterigoideo se superpone a la vejiga timpánica.

## Distribución
El hormiguero sedoso boliviano es endémico de América del Sur. El área de distribución se limita al centro de Bolivia. Allí los animales viven en los bosques parcialmente caducifolios de las laderas de los Andes. Esta es la aparición más meridional del hormiguero enano; la especie puede encontrarse aislada de los demás representantes. 

## Comportamiento
No se dispone de información sobre el comportamiento del hormiguero sedoso boliviano. Por lo general, los hormigueros enanos son solitarios y nocturnos. Se han adaptado a la vida en los árboles; su dieta principal consiste en insectos formadores de colonias. Se estima que el período de gestación dura entre 120 y 150 días.   

## Sistemática
El hormiguero sedoso boliviano es una especie del género de los hormigueros enanos (Cyclopes). Según estudios de genética molecular de 2017, el género consta de un total de siete especies. Actualmente es el único miembro de la familia monotípica Cyclopedidae dentro del suborden de los osos hormigueros (Vermilingua). La familia a su vez es un taxón hermano de Myrmecophagidae, que combina a los otros osos hormigueros con los géneros Myrmecophaga y Tamandua. Los hormigueros enanos son los representantes más pequeños de los osos hormigueros. Se diferencian del resto de osos hormigueros por su comportamiento, completamente adaptado a la vida arbórea.
El oso hormiguero enano boliviano fue descrito científicamente por primera vez en 1928 por Oldfield Thomas. Utilizó un total de cinco individuos, incluido un animal joven, de Buena Vista en el departamento de Santa Cruz en Bolivia. La región es la localidad tipo de la especie, los animales fueron observados en agosto de 1924 por J. Steinbach a una altitud de 500 metros. El holotipo es una hembra adulta. Thomas vio la nueva forma como una subespecie del hormiguero enano común (Cyclopes didactylus) y la distinguió de la forma nominal por la cola más corta, la falta de una franja dorsal y la distintiva y ancha franja abdominal, que ya está desarrollada en los animales jóvenes. El estatus de subespecie apenas fue cuestionado en el período siguiente, Alfred L. Gardner asignó la forma Cyclopes didactylus codajazensis como sinónimo en 2008.Esto fue introducido en 1942 por Einar Lönnberg utilizando animales del oeste de Brasil, pero tiene un color gris y una franja dorsal pero no abdominal. El nombre ahora se utiliza como sinónimo de Cyclopes ida. Después de intensos estudios genéticos moleculares y morfológicos de los osos hormigueros enanos, Flávia R. Miranda y sus colegas elevaron la subespecie Cyclopes didactylus catellus a su propio estado de especie en 2017 e identificaron un total de siete especies dentro del género Cyclopes. A diferencia de las otras seis, la situación de la especie Cyclopes catellus se basa en consideraciones puramente morfológicas, anatómicas y geográficas, ya que no se disponía de material genético para estudios genéticos. Por lo tanto, actualmente se desconoce la relación exacta entre Cyclopes catellus y los demás representantes de los osos hormigueros enanos. 

## Amenaza y protección
El hormiguero sedoso boliviano no figura actualmente en la lista de la UICN. La organización de protección del medio ambiente declara que toda la población de osos hormigueros enanos no están en peligro (preocupación menor). Sin embargo, las poblaciones pueden verse amenazadas localmente por la deforestación.  La especie ha sido observada, entre otros lugares, en el Parque Nacional Noel Kempff Mercado, al noreste de Bolivia. 

## Literatura
- Flávia R. Miranda, Daniel M. Casali, Fernando A. Perini, Fabio A. Machado y Fabrício R. Santos: Revisión taxonómica del género Cyclopes Gray, 1821 (Xenarthra: Pilosa), con la reválida y descripción de nuevas especies. Zoological Journal of the Linnean Society 20, 2017, págs. 1–35 doi:10.1093/zoolinnean/zlx079
- Flávia R. Miranda: Cyclopedidae (oso hormiguero sedoso). En: Don E. Wilson y Russell A. Mittermeier (eds.) : Manual de los mamíferos del mundo. Volumen 8: Insectívoros, Perezosos y Colugos. Lynx Edicions, Barcelona 2018, págs. 92-102 (p. 102) ISBN 978-84-16728-08-4